# Tomás I d'Autremencourt
Tomás I d'Autremencourt, o también de Stromoncourt, fue el primer señor de Salona (actual Ámfisa) en la Grecia central. 

## Dominio e historia
Un caballero de Autremencourt en Picardía, recibió Salona como feudo por Bonifacio de Montferrato, rey de Tesalónica, en 1205 durante la división del Imperio bizantino después de la Cuarta Cruzada. 
Tomás extendió sus dominios sobre la mayor parte de Fócida, desde el Golfo de Corinto a los pasos de Gravia en el norte y el Parnaso en el este. En aproximadamente 1210, trató de extender su dominio hacia el oeste, y atacó la ciudad portuaria de Galaxidi. Sus habitantes, sin embargo, llamaron al gobernante de Epiro, Miguel I Comneno Ducas, por ayuda. El ejército epirota atacó y capturó Salona, con el propio Tomás cayendo en batalla hacia 1212. Sin embargo, como el gobernante epirota estaba preocupado por otros lugares, su ocupación no duró mucho, y unos años después el hijo de Tomás, Tomás II, fue capaz de recuperar Salona.